# أكسل يوهانسن
أكسل فيلهلمسون يوهانسن (مواليد 8 نوفمبر 1972) هو محامٍ وسياسي من جزر فارو ينتمي للحزب الديمقراطي الاجتماعي (جافنارفلوكورين) ورئيس وزراء جزر فارو الحالي. شغل سابقًا منصب رئيس الوزراء من عام 2015 إلى عام 2019. هو لاعب كرة قدم سابق.

## المسيرة السياسية
في الانتخابات العامة في جزر فارو عام 2008 ‏، كان أكسل يوهانسن المرشح الأول للحزب في مجلس النواب (البرلمان الفاروي)، وفي بعض الأحيان كان يشغل مقعدًا في البرلمان، وخاصةً لحزب أندرياس بيترسن. أصبح وزيراً للصحة في 16 يوليو 2009، عندما رفض جون يوهانسن منصب الوزير بعد استقالة هانز باولي ستروم. استقال من منصبه كوزير للصحة وتم تعيينه وزيراً للمالية في 21 فبراير وانتخب في نفس الوقت رئيساً للحزب الديمقراطي الاجتماعي (جافنارفلوكورين) في 5 مارس 2011. وفي 6 أبريل من نفس العام تم تعيينه نائبًا لرئيس الوزراء. في 14 نوفمبر 2011، تم تجديد الحكومة ولم يكن الحزب الديمقراطي الاجتماعي جزءًا من الحكومة الجديدة. وبعد ذلك أصبح أكسل جوهانسن رئيسًا للحزب الديمقراطي الاجتماعي في لوغتينغ.
في الانتخابات العامة في جزر فارو في 1 سبتمبر 2015 ‏، فاز حزب يوهانسن بالانتخابات بنسبة 25.1% من الأصوات وأصبح رئيسًا للوزراء. وقد حصل يوهانسن نفسه على 2405 أصوات شخصية، وهو رقم قياسي جديد في جزر فارو. حطم الرقم القياسي الذي حققه كاج ليو هولم جوهانسن في عام 2011 والذي بلغ 1967 صوتًا شخصيًا. تم انتخابه خارج السلطة في عام 2019 ‏، وعاد إلى السلطة في الانتخابات العامة في جزر فارو عام 2022 ‏.

## المسيرة الكروية
لعب يوهانسن كرة القدم مع نادي مسقط رأسه كي كلاكسفيك، في الغالب كمهاجم. على الرغم من أنه لم يكن دائمًا الاختيار التلقائي للتشكيلة الأساسية، إلا أنه قدم مساهمته، حيث فاز KÍ بالدوري الفاروي في عام 1991 والكأس الوطنية في عام 1994 (دخل يوهانسن كبديل في الفوز النهائي 2–1 ضد ب71 ساندور).
ويعد جوهانسن أيضًا عداءًا مشهورًا، وكان بطلًا وطنيًا في سباق 100 متر في عام 1994. كما لعب الكرة الطائرة لصالح نادي ميولنير، نادي كلاكسفيك.

## الحياة الشخصية
حصل على درجة الماجستير في القانون من جامعة كوبنهاجن في عام 2004، وعمل محامياً في تورشافن من عام 2007 حتى أصبح سياسياً نشطاً. وهو الرئيس السابق لنادي كرة القدم كلاكسويك، نادي كلاكسفيك، حيث اعتاد لعب كرة القدم في شبابه. وهو متزوج من كاترين أبول، ولديه منها ثلاثة أطفال. 
يوهانسن هو ابن السياسي السابق فيلهلم يوهانسن وعم بينير يوهانسن، رئيس حزب الشعب.